# Indium(III)-selenid
Indium(III)-selenid ist eine Verbindung aus Indium und Selen. Durch ihre photovoltaischen Eigenschaften ist die Verbindung Gegenstand intensiver Forschung.

## Gewinnung und Darstellung
Indium(III)-selenid kann durch Reaktion von Indium mit Selen gewonnen werden.
{\displaystyle \mathrm {2\ In+3\ Se\longrightarrow In_{2}Se_{3}} }

## Eigenschaften
Indium(III)-selenid ist ein schwarzer, ziemlich weicher Feststoff, der leicht löslich in starken Säuren ist. Es sind in Summe fünf verschiedene Formen von Indium(III)-selenid bekannt, welche als α-, β-, γ-, δ-, κ- bezeichnet werden. Die beiden am stärksten verbreiteten Formen α- und β- weisen eine Wurtzit-Struktur mit Leerstellen im Kationengitter auf. Der Bandabstand von γ-In2Se3 beträgt ungefähr 1,9 eV.